# Östra Solsjön
Östra Solsjön är en sjö i Bengtsfors kommun i Dalsland och ingår i Göta älvs huvudavrinningsområde. Sjön är 31 meter djup, har en yta på 1,15 kvadratkilometer och befinner sig 127,7 meter över havet. Sjön avvattnas av vattendraget Solviksälven.

## Delavrinningsområde
Östra Solsjön ingår i det delavrinningsområde (655513-129918) som SMHI kallar för Utloppet av Östra Solsjön. Medelhöjden är 150 meter över havet och ytan är 4,14 kvadratkilometer. Det finns inga avrinningsområden uppströms utan avrinningsområdet är högsta punkten. Solviksälven som avvattnar avrinningsområdet har biflödesordning 4, vilket innebär att vattnet flödar genom totalt 4 vattendrag innan det når havet efter 256 kilometer. Avrinningsområdet består mestadels av skog (69 procent). Avrinningsområdet har 1,15 kvadratkilometer vattenytor vilket ger det en sjöprocent på 27,6 procent.